# Nidaros domkyrkas socken
Nidaros domkyrkas socken (norska: Nidaros domkirkes sokn) eller Nidaros domkyrka och Vår Frue socken (norska: Nidaros Domkirke og Vår Frue sokn) är en församling i Nidaros domprosteri i Nidaros stift inom Norska kyrkan. Församlingen omfattar ett område kring den så kallade Midtbyen, den historiska kärnan i staden Trondheim, i den mellersta delen av Trondheims kommun i Trøndelag fylke i mellersta Norge.

## Kyrkor
- Hospitalskyrkan
- Nidarosdomen (Nidaros domkyrka)
- Vår Frue kirke